# Wim Slijkhuis
Willem Frederik (Wim) Slijkhuis (Leiden, 13 januari 1923 – Badhoevedorp, 28 juni 2003) was een Nederlandse atleet, die gedurende zijn atletiekcarrière van 1939 t/m 1954 lange tijd tot de wereldtop behoorde. Hij blonk uit op alle afstanden tussen de 1500 en 5000 m. Hij nam tweemaal deel aan de Olympische Spelen en hield daar twee bronzen medailles aan over.

## Biografie

### Brons in Londen
Slijkhuis vierde zijn grootste successen kort na de Tweede Wereldoorlog. Bij de Europese kampioenschappen van 1946 in Oslo werd hij tweede op de 5000 m in 14.14,0. Tijdens de Olympische Spelen van 1948 in Londen veroverde hij, in de schaduw van Fanny Blankers-Koen, twee bronzen medailles, eerst op de 5000 m en vier dagen later ook op de 1500 m. Op deze laatste afstand evenaarde hij met 3.50,4 zijn eigen, twee jaar eerder gevestigde, nationale record.
Jaren later herinnerde Slijkhuis zich beide races nog uitstekend. 'De baan was pas 14 dagen oud en door de regen in een modderpoel veranderd. Hoewel ik fysiek minder sterk was dan m'n tegenstanders had ik baat bij mijn lichte, verende pas.' Halverwege de 5000 m voelde Slijkhuis zich echter ziek, zwak en misselijk. 'Leo, ik kan niet meer', riep hij naar zijn vriend en coach Van der Kar. 'Ga door, hou vol', schreeuwde Leo terug. En zowaar lukte het de lichtvoetige atleet zijn inzinking te overwinnen en onstuimig in de aanval te gaan. Het donkerrode shirt van Gaston Reiff bleef echter buiten bereik. Slijkhuis had in de laatste ronde geen energie meer over en zag zich naar de derde plaats verwezen door Emil Zátopek, die 0,2 seconden na Reiff finishte. 'Het knaagt nog steeds aan me dat ik (..) Reiff niet te pakken kon krijgen. Van hem had ik namelijk nog nooit eerder verloren', aldus Slijkhuis.
In de finale van de 1500 m wachtte Slijkhuis iets te lang met zijn eindsprint. 'Ik wilde mijn krachten sparen om een eventuele aanval van de achter me lopende Tsjech Čevona te pareren.' De Badhoevedorper onderschatte zijn kansen en eindigde in dezelfde tijd als de Zweed Lennart Strand als derde. Een andere Zweed, Henry Eriksson, zegevierde in 3.49,8. 'Ik kon me wel voor mijn kop slaan, maar leerde er ook veel van', zo keek Slijkhuis terug op zijn olympische avontuur.

### Europees kampioen
Twee jaar later liep Slijkhuis in Brussel bij de Europese kampioenschappen op de 1500 m een uitgekookte race, die hem in 3.47,2 goud opleverde. Hij versloeg niet alleen de Zweden Strand en Eriksson, maar rekende in een onweerstaanbare eindrush ook met de gevaarlijke Fransman Patrick El Mabrouk af. Zijn persoonlijk record op die afstand stond toen al op 3.43,8, een jaar eerder in Antwerpen gelopen en slechts 0,8 seconde verwijderd van het toenmalige wereldrecord.
Wim Slijkhuis liep gedurende zijn loopbaan niet alleen vrijwel overal in Europa, maar ook in Nieuw-Zeeland, Zuid-Afrika en de Verenigde Staten. Hij was de eerste Nederlander die uitkwam in het Amerikaanse indoorcircuit en de eerste niet-Amerikaan, die daar ooit een titel op de mijl in de wacht wist te slepen.

### 'The poetry of motion'
Door zijn eigenzinnige optreden botste Wim Slijkhuis weleens met bondsofficials, die hij van verregaande bedillerigheid betichtte. Op de baan imponeerde hij echter met zijn soepele, rustige loopstijl experts en publiek. Met name de Engelsen waren verrukt van zijn mooie loopstijl, die zij lyrisch omschreven als "the poetry of motion".
Nadat hij op de Olympische Spelen van 1952 tijdens de 1500 meterseries er al vroegtijdig door was uitgevallen, kwam in 1954 door een achillespeesblessure een einde aan zijn atletiekcarrière. Gedurende die carrière liep hij, naast zijn internationale successen, in Nederland drie nationale titels op de 1500 m, acht titels op de 5000 m, zeven veldloopkampioenschappen en een totaal van dertig nationale records op negen verschillende loopnummers bij elkaar.

## Kampioenschappen

### Internationale kampioenschappen
| Onderdeel   | Titel                     | Jaar |
| ----------- | ------------------------- | ---- |
| 1500 m      | Europees kampioen         | 1950 |
| 3 Eng. mijl | Engels AAA-kampioen       | 1948 |
| 1 Eng. mijl | Amerikaans indoorkampioen | 1949 |

### Nederlandse kampioenschappen
| Onderdeel                 | Jaar                                           |
| ------------------------- | ---------------------------------------------- |
| 1500 m                    | 1949, 1951, 1953                               |
| 5000 m                    | 1942, 1943, 1944, 1946, 1948, 1949, 1950, 1951 |
| veldlopen (korte afstand) | 1946, 1948                                     |
| veldlopen (lange afstand) | 1943, 1946, 1947, 1948, 1949                   |

## Persoonlijke records
| Onderdeel | Prestatie       | Datum             | Plaats    |
| --------- | --------------- | ----------------- | --------- |
| 800 m     | 1.53,4          | 1947              |           |
| 1500 m    | 3.43,8          | 21 augustus 1949  | Antwerpen |
| 3000 m    | 8.08,8          | 27 augustus 1946  | Bergen    |
| 5000 m    | 14.14,0         | 23 augustus 1946  | Oslo      |
| 10.000 m  | 30.53,4 (ex-NR) | 23 september 1951 | Rotterdam |
| 1 uur     | 18.157 m        | 12 oktober 1952   | Rotterdam |

## Palmares
1942
- NK 5000 m

1943
- NK veldlopen
- NK 5000 m

1944
- NK 5000 m

1946
- NK veldlopen (korte afstand)
- NK veldlopen (lange afstand)
- NK 5000 m
- EK 5000 m

1947
- NK veldlopen (korte afstand)

1948
- NK veldlopen (korte afstand)
- NK veldlopen (lange afstand)
- NK 5000 m
- OS 1500 m
- OS 5000 m

1949
- NK veldlopen (lange afstand)
- NK 1500 m
- NK 5000 m
- Amerikaans indoorkamp. 1 Eng. mijl

1950
- NK 5000 m
- EK 1500 m

1951
- NK 1500 m
- NK 5000 m

1953
- NK 1500 m

## Onderscheidingen
- KNAU-beker - 1950
- Unie-erekruis in goud van de KNAU - 1960